# Joel Farabee
Joel Farabee (* 25. Februar 2000 in Cicero, New York) ist ein US-amerikanischer Eishockeyspieler, der seit Januar 2025 bei den Calgary Flames in der National Hockey League unter Vertrag steht. Zuvor war der linke Flügelstürmer über fünf Jahre bei den Philadelphia Flyers aktiv, die ihn im NHL Entry Draft 2018 an 14. Position ausgewählt hatten.

## Karriere
Joel Farabee stammt aus Cicero, einem Vorort von Syracuse, und besuchte in seiner Jugend die South Kent School in Connecticut, für deren Eishockeyteams er in regionalen Nachwuchsligen auf dem Eis stand. Zur Saison 2016/17 wechselte er von dort in das USA Hockey National Team Development Program (USA Hockey NTDP), die zentrale Talenteschmiede des US-amerikanischen Verbandes USA Hockey. Für die Auswahlen des NTDP lief der Flügelstürmer in den folgenden zwei Jahren in der United States Hockey League (USHL) auf, der höchsten Juniorenliga des Landes, und bestritt zahlreiche Partien außerhalb organisierter Wettbewerbe. Anschließend wählten ihn die Philadelphia Flyers im NHL Entry Draft 2018 an 14. Position aus, bevor sich der US-Amerikaner zur Spielzeit 2018/19 an der Boston University einschrieb. Dort lief er ein Jahr lang für die Terriers in der Hockey East auf, einer Liga im Spielbetrieb der National Collegiate Athletic Association (NCAA), und verzeichnete dabei 36 Scorerpunkte aus 37 Spielen, sodass er als Rookie des Jahres ausgezeichnet sowie ins All-Rookie Team gewählt wurde.

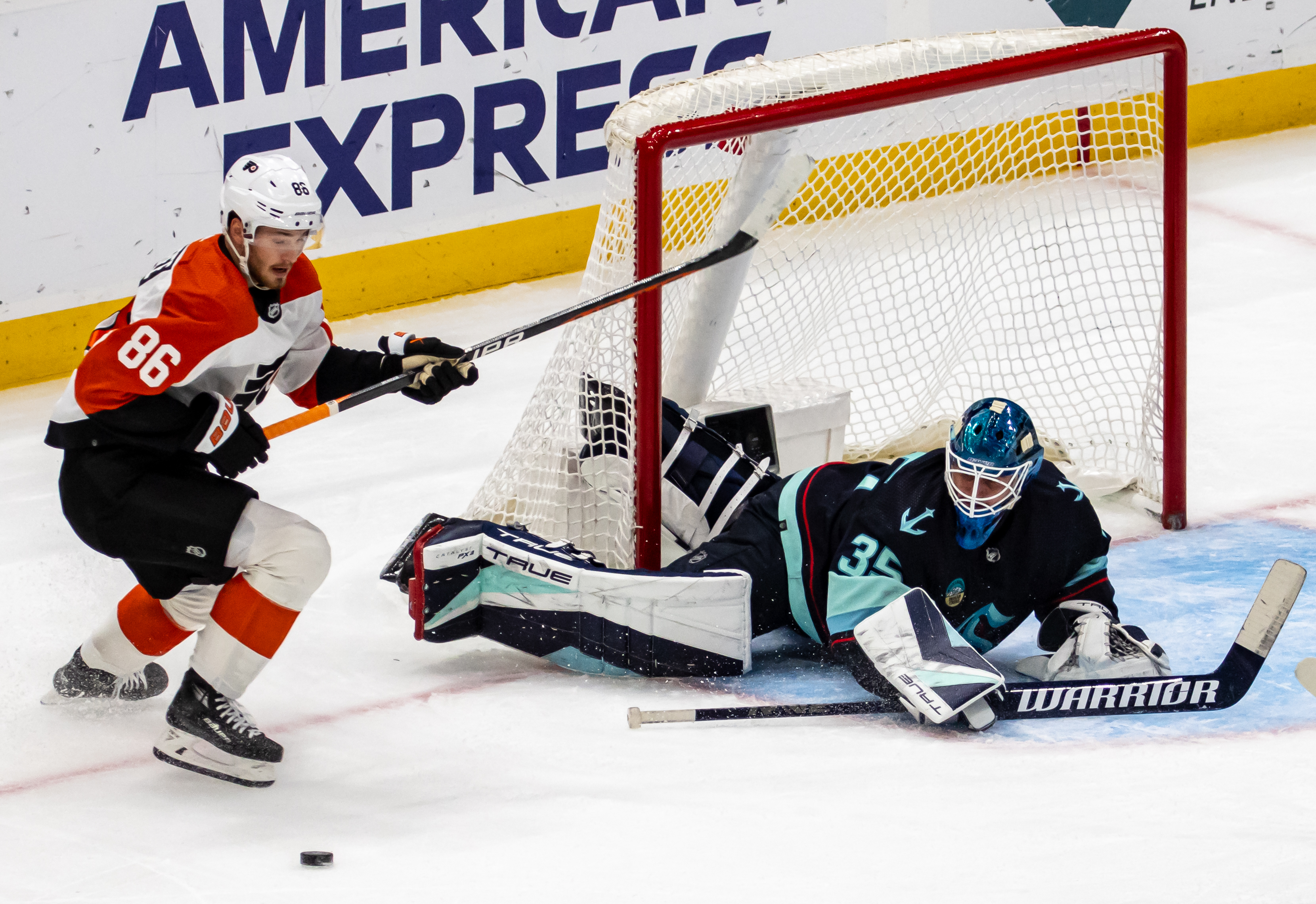
Farabee (links) im Trikot der Philadelphia Flyers (2023)

Im März 2019 unterzeichnete Farabee einen Einstiegsvertrag bei den Philadelphia Flyers, die ihn zu Beginn der Spielzeit 2019/20 vorerst bei ihrem Farmteam in der American Hockey League (AHL) einsetzten, den Lehigh Valley Phantoms. Nach nur vier Partien dort wurde er allerdings erstmals in den Kader der Flyers berufen, debütierte wenig später in der National Hockey League (NHL) und kommt dort seither regelmäßig zum Einsatz.
Nachdem er mit 20 Treffern in der Spielzeit 2020/21 bester Torschütze der Flyers wurde, unterzeichnete er im September 2021 einen neuen Sechsjahresvertrag in Philadelphia, der ihm mit Beginn der Saison 2022/23 ein durchschnittliches Jahresgehalt von fünf Millionen US-Dollar einbringen soll. Im Januar 2025 allerdings wurde Farabee samt Morgan Frost an die Calgary Flames abgegeben, während Andrei Kusmenko und Jakob Pelletier nach Philadelphia wechselten. Außerdem erhielten die Flyers ein Zweitrunden-Wahlrecht im NHL Entry Draft 2025 sowie ein Siebtrunden-Wahlrecht im NHL Entry Draft 2028.

### International
Erste internationale Erfahrungen sammelte Farabee im Rahmen der World U-17 Hockey Challenge 2016, bei der er mit der Mannschaft den fünften Platz belegte und nach sechs Punkten aus fünf Partien im All-Star-Team des Turniers berücksichtigt wurde. Anschließend nahm er während seiner zwei Jahre im NTDP an drei großen Turnieren teil, den U18-Weltmeisterschaften 2017 und 2018 sowie der U20-Weltmeisterschaft 2019. In diesen erreichte der Angreifer mit dem Team USA immer das Endspiel und stand dort jeweils der finnischen Auswahl gegenüber. Gegen diese setzte man sich im ersten Aufeinandertreffen durch und wurde U18-Weltmeister 2017, unterlag jedoch in beiden Folgejahren und errang somit die Silbermedaille.
Sein Debüt für die A-Nationalmannschaft der USA gab Farabee dann im Rahmen der Weltmeisterschaft 2024, wo er mit dem Team den fünften Platz belegte. In acht Turnierspielen punktete der Stürmer zweimal.

## Erfolge und Auszeichnungen
- 2019 Hockey East Rookie of the Year
- 2019 Hockey East All-Rookie Team

### International
- 2016 All-Star-Team der World U-17 Hockey Challenge
- 2017 Goldmedaille bei der U18-Weltmeisterschaft 2017
- 2018 Silbermedaille bei der U18-Weltmeisterschaft 2018
- 2019 Silbermedaille bei der U20-Weltmeisterschaft 2019

## Karrierestatistik
Stand: Ende der Saison 2024/25

### International
Vertrat die USA bei:
| - World U-17 Hockey Challenge 2016 - U18-Weltmeisterschaft 2017 - U18-Weltmeisterschaft 2018 | - U20-Weltmeisterschaft 2019 - Weltmeisterschaft 2024 |

(Legende zur Spielerstatistik: Sp oder GP = absolvierte Spiele; T oder G = erzielte Tore; V oder A = erzielte Assists; Pkt oder Pts = erzielte Scorerpunkte; SM oder PIM = erhaltene Strafminuten; +/− = Plus/Minus-Bilanz; PP = erzielte Überzahltore; SH = erzielte Unterzahltore; GW = erzielte Siegtore; 1 Play-downs/Relegation; Kursiv: Statistik nicht vollständig)